# Ubisoft San Francisco
Ubisoft San Francisco era una empresa estadounidense productora de videojuegos fundada en 1998; filial del grupo Ubisoft, con sede en San Francisco. Además fue la principal productora de los Estados Unidos.

## Historia
Ubisoft San Francisco se fundó como oficina comercial en 1996, y en 2009 se transformó en un estudio desarrollador de videojuegos.
El estudio fue el creador de Rocksmith, y desarrolló su secuela, Rocksmith 2014, títulos con un éxito crítico y comercial. El estudio contrató nuevos empleados a mediados del año 2010 y colaboró con South Park Digital Studios para desarrollar South Park: Retaguardia en peligro, lanzado en octubre de 2017, un popular juego de rol situado en el universo de South Park. El título recibió reseñas positivas de los medios especializados y se convirtió en uno de los juegos más vendidos del 2017, siendo nombrados por IGN como el mejor juego de rol en el E3 2017.
El 4 de diciembre de 2024 se anunció el cierre de este estudio

## Videojuegos desarrollados
| Título                             | Año  | Plataforma                                                                               |
| ---------------------------------- | ---- | ---------------------------------------------------------------------------------------- |
| Rocksmith                          | 2012 | Microsoft Windows, PlayStation 3, Xbox 360                                               |
| Rocksmith 2014                     | 2013 | Microsoft Windows, PlayStation 3, Xbox 360                                               |
| South Park: Retaguardia en peligro | 2017 | Microsoft Windows, PlayStation 4, Xbox One, Nintendo Switch                              |
| Rocksmith+                         | 2022 | Microsoft Windows, PlayStation 4, PlayStation 5, Xbox One, Xbox Series X/S, Android, IOS |
| XDefiant                           | 2024 | Microsoft Windows, PlayStation 4, PlayStation 5, Xbox One, Xbox Series X/S, Amazon Luna  |